# Municipio de Flatrock
El municipio de Flatrock (en inglés: Flatrock Township) es un municipio ubicado en el condado de Henry en el estado estadounidense de Ohio. En el año 2010 tenía una población de 1247 habitantes y una densidad poblacional de 13,56 personas por km².

## Geografía
El municipio de Flatrock se encuentra ubicado en las coordenadas 41°17′53″N 84°10′14″O / 41.29806, -84.17056. Según la Oficina del Censo de los Estados Unidos, el municipio tiene una superficie total de 91.93 km², de la cual 90,41 km² corresponden a tierra firme y (1,66 %) 1,53 km² es agua.

## Demografía
Según el censo de 2010, había 1247 personas residiendo en el municipio de Flatrock. La densidad de población era de 13,56 hab./km². De los 1247 habitantes, el municipio de Flatrock estaba compuesto por el 95,99 % blancos, el 0,48 % eran amerindios, el 0,48 % eran asiáticos, el 2,33 % eran de otras razas y el 0,72 % eran de una mezcla de razas. Del total de la población el 4,89 % eran hispanos o latinos de cualquier raza.